# Santa Maria della Passione

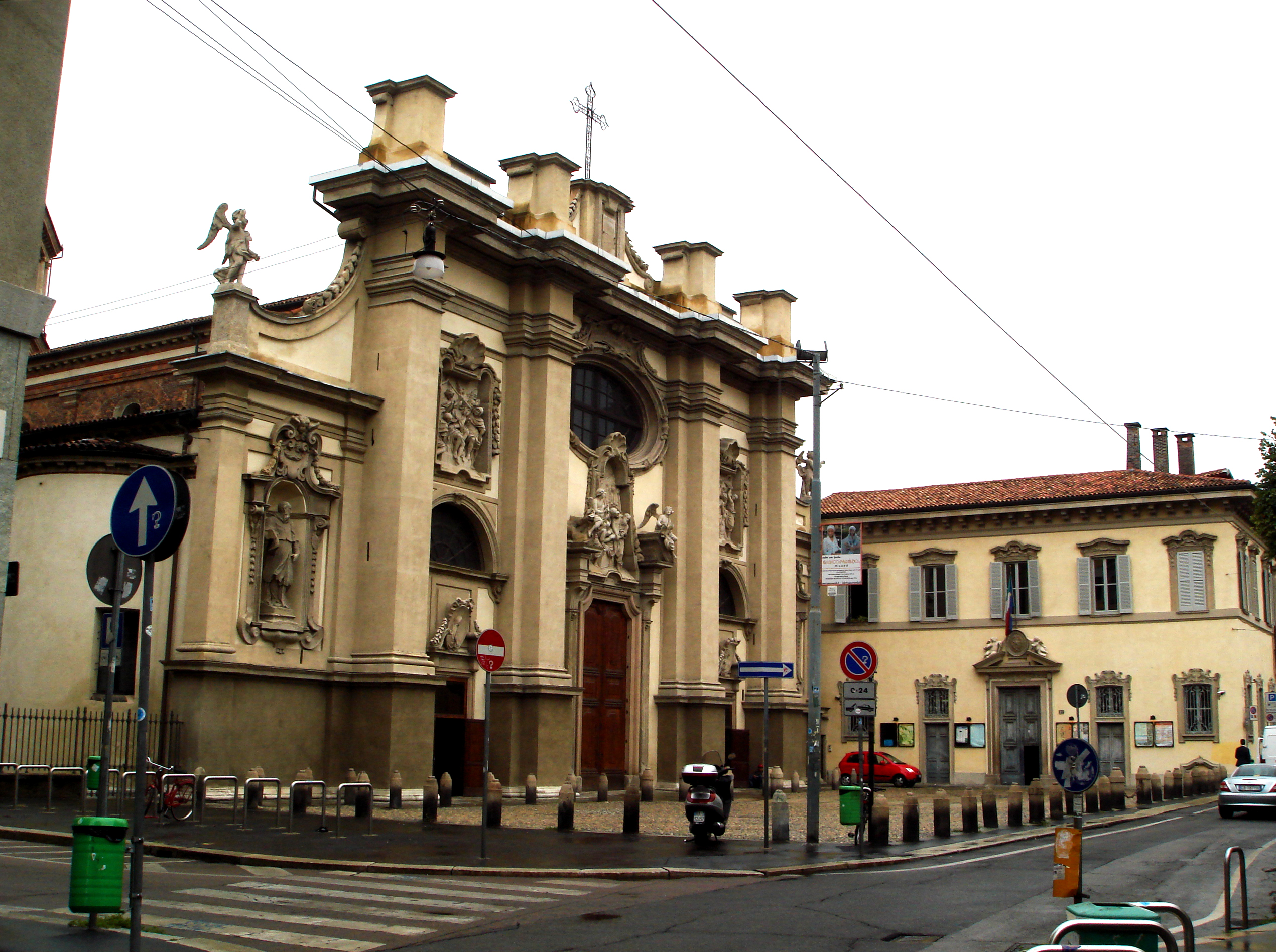
Santa Maria della Passione

A Santa Maria della Passione (Via Conservatorio és Via Bellini sarkán) egy milánói templom.

## Története
1485 és 1488 között épült Giovanni Antonio Amadeo és Giovanni Battagio tervei alapján. Nyolcszögletes harangtornya 1511 és 1530 között épült, tervezője Guiniforte Solari volt. 1576 és 1591 között a templomot meghosszabbították és alaprajza latinkereszt formájú lett. 1692-ben barokk homlokzatot kapott; domborművei a passió jeleneteit ábrázolják.

## Leírása
Az oldalhajó két oldalán hét-hét kis kápolna található. Pilléreiket a lateráni rendhez tartozó szentek és szerzetesek portréi díszítik, ezeket Daniele Crespi készítette 1622-ben. Ugyancsak Crespi festette a kupolát tartó oszlopok alapzatának képeit, amelyek passiójeleneteket ábrázolnak. Figyelemre méltó a második jobb oldali kápolna freskója, mely a 16. században készült és Jézus sírbatételét ábrázolja. Az ötödik kápolnában található a templom névadó freskója, a 15. századi Madonna della Passione. A kereszthajó jobb oldali kápolnájában Luini 1516-ból származó alkotása Krisztus sírbatétele, a bal oldali kápolnában pedig Gaudenzio Ferrari Utolsó vacsora című festménye látható. A barokk olták Procaccini alkotása. Az apszis és a templom jobb hátsó oldalán nyíló sekrestye freskóit Bergogone festette.